# Rivaldo
Rivaldo Vítor Borba Ferreira, känd mononymt som enbart Rivaldo, född den 19 april 1972 i Paulista, Pernambuco, är en brasiliansk före detta professionell fotbollsspelare som av Fifa år 1999 tilldelades utmärkelsen Världens bästa fotbollsspelare.
Rivaldo är mest känd för de fem år han tillbringade i spanska FC Barcelona, med vilka han vann spanska ligan 1998 och 1999 och spanska cupen 1998. Under VM 2002 i Sydkorea/Japan var han en av de mest tongivande spelarna när Brasilien vann sitt femte VM-guld.
I mars 2014, vid nästan 42 års ålder, meddelade Rivaldo att han avslutade karriären. I juni 2015 återvände Rivaldo dock till spel i Mogi Mirim, där även hans son Rivaldinho spelade. 

## Filmningsskandalen
Under VM 2002 i matchen mot Turkiet (3 juni) fick Rivaldo en boll slagen på sitt ben, i samband med en hörna, men tog sig genast för huvudet och vred sig i smärta. Den turkiske spelaren som sköt bollen blev utvisad och Brasilien vann matchen med 2-1 (där Rivaldo också noterades för ett mål). Rivaldo blev sedermera dömd att böta dryga 45 000 kr för incidenten.

## Meriter

### Klubblag
Palmeiras
- Série A: 1994
- São Paulo Statsmästerskap (2): 1994, 1996

 Barcelona
- La Liga (2): 1997/98, 1998/99
- Copa del Rey: 1998
- Uefa Super Cup: 1997

 AC Milan
- Uefa Champions League: 2002/03
- Coppa Italia: 2002/03
- Uefa Super Cup: 2003

 Olympiakos FC
- Grekiska Superligan (3): 2004/05, 2005/06, 2006/07
- Grekiska cupen (2): 2004/05, 2005/06

 Bunyodkor
- Olij Liga (3): 2008. 2009, 2010
- Uzbekistanska cupen (2): 2008, 2010

### Landslag
Brasilien
- VM
  - Världsmästare 2002, Silver 1998
- Copa América: 1999
- Confederations Cup: 1997

### Individuellt
- Skyttekung i Braslianska Ligan - "Bola de Prata" (2): 1993, 1994
- FIFA World Player of the Year, Världens bäste fotbollsspelare: 1999
- Ballon d'Or, Europas bäste fotbollsspelare: 1999
- World Soccer Player of the Year: 1999 (Fotbollsmagasinet World Soccers pris)
- Onze d'Or, Europas bäste fotbollsspelare: 1999 (Franska tidningen Onze Mondials pris)
- Skyttekung i Copa América: 1999
- Mest värdefulla spelare (MVP) i Copa América: 1999
- Årets spelare i La Liga: 1999
- Skyttekung i Uefa Champions League: 1999/00
- I VM:s Världslag, utsett av Fifa (2): 1998, 2002
- Bästa utländska spelare i Grekiska Superligan (2): 2005/06, 2006/07
- Med på listan FIFA 100, utsedd av Pelé
- Skyttekung i Uzbekistanska Ligan (Olij Liga): 2009